# Freno de cinta

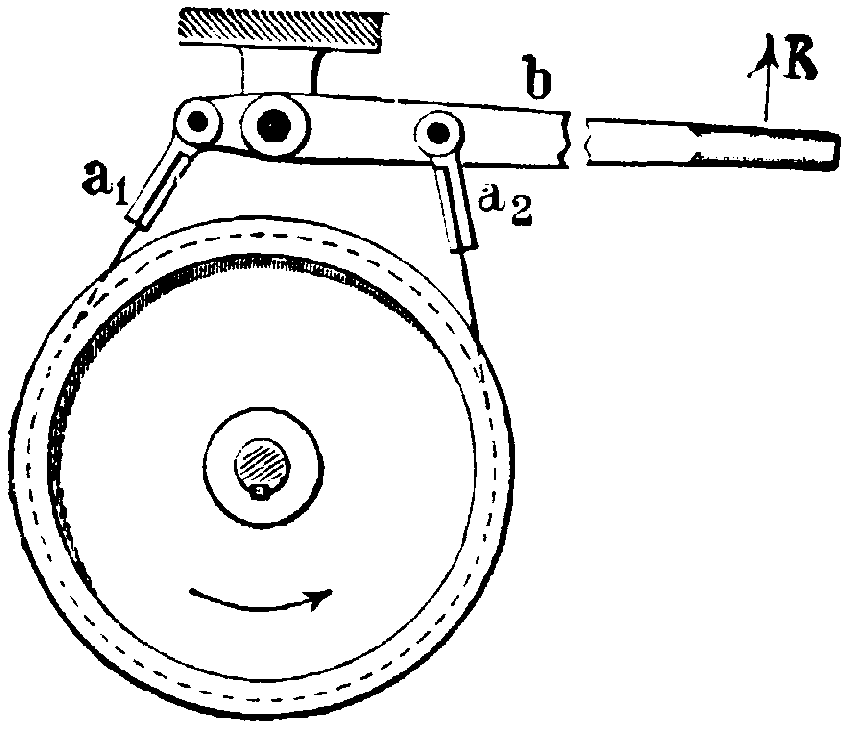

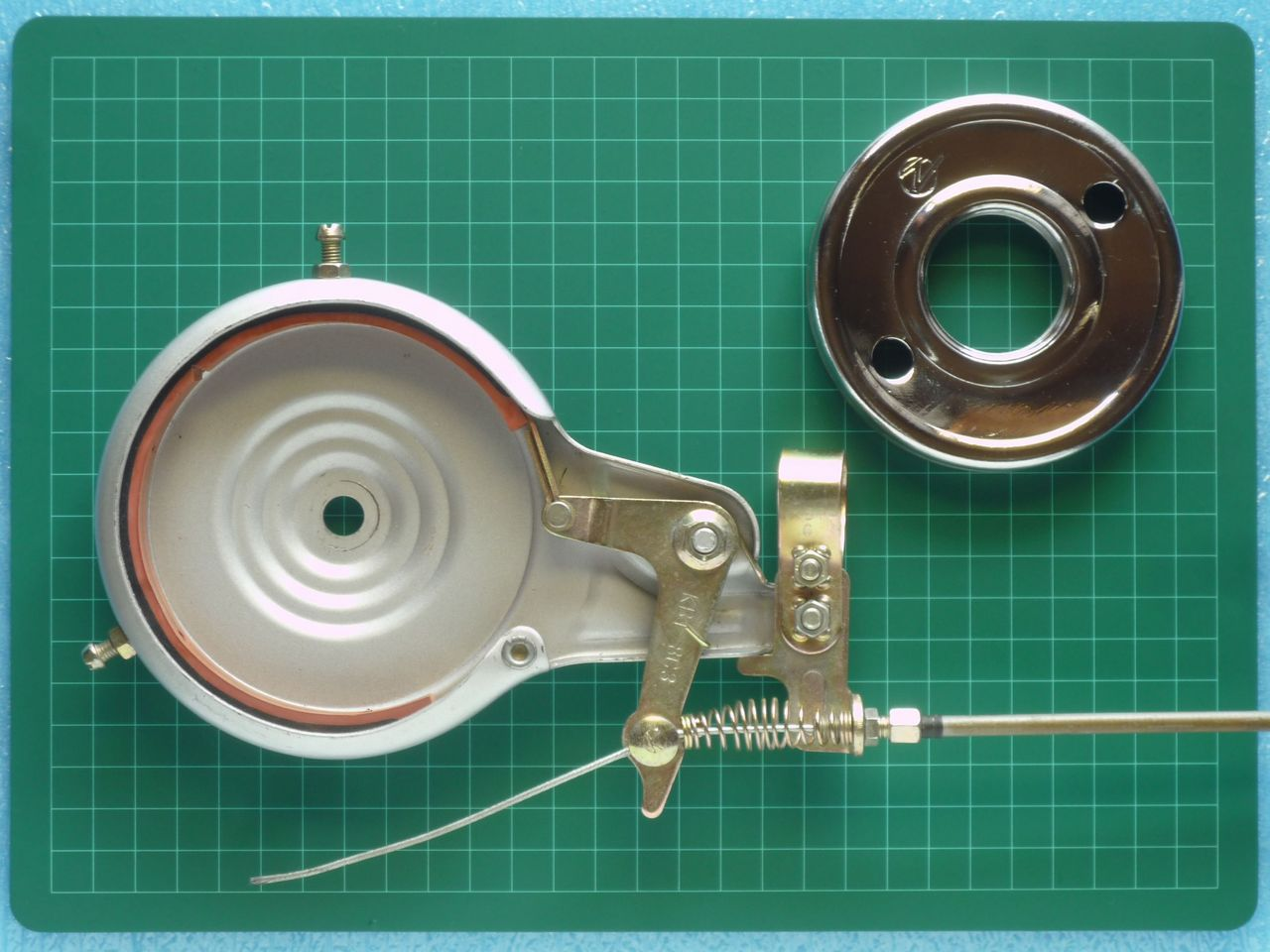
Freno de cinta para rueda trasera de una bicicleta.

Un freno de cinta es un freno primario o secundario, que consta de una banda de material de fricción que se aprieta concéntricamente alrededor de un equipo cilíndrico para evitar que gire (un freno estático o "de retención"), o para ralentizarlo (un freno dinámico). Esta aplicación es común en los tambores de los cabestrantes  y en las sierras de cadena y también se utiliza para algunos frenos de bicicleta.
Una aplicación anterior era el bloqueo de los anillos de engranaje en los engranajes epicicloidales. En las modernas transmisiones automáticas esta tarea ha sido asumida enteramente por los embragues de placas múltiples o los frenos de placas múltiples.[cita requerida]

## Características
Los frenos de banda pueden ser simples, compactos, robustos, y pueden generar una gran fuerza con una ligera fuerza de entrada. Sin embargo, los frenos de banda son propensos a agarrarse o a vibrar y a perder la fuerza de frenado cuando están calientes. Estos problemas son inherentes al diseño y por lo tanto limitan donde los frenos de banda son una buena solución. además el material de la cinta de freno debe ser resistente a las altas temperatura y soportar la fricción producida

## Efectividad
Una manera de describir la efectividad del freno es mediante la ecuación de Euler donde la fuerza de frenado es {\displaystyle e^{\mu }\theta }, donde μ es el coeficiente de fricción entre banda y tambor, y θ es el ángulo de envoltura. Con un gran {\displaystyle \mu \theta }, El freno es muy eficaz y requiere una baja fuerza de entrada para lograr una alta fuerza de frenado, pero también es muy sensible a los cambios en {\displaystyle \mu }. Una ligera oxidación en el tambor puede hacer que el freno se "agarre" o vibre, el agua puede hacer que el freno resbale y el aumento de la temperatura en la frenada puede hacer que el coeficiente de fricción baje ligeramente pero a su vez hace que la fuerza de frenado baje mucho.